# Чернятински, Алекс
Александр (Алекс) Чернятински (нидерл. Alexandre "Alex" Czerniatynski; род. 28 июля 1960, Шарлеруа, Эно) — бельгийский футболист, нападающий. Известен по выступлениям за «Андерлехт», «Антверпен» и сборную Бельгии. Участник чемпионатов мира 1982 и 1994 годов, а также чемпионата Европы 1984 года. Лучший бомбардир Кубка кубков сезона 1992/93.

## Клубная карьера
Чернятински начал карьеру в клубе «Шарлеруа» из своего родного города. В 1981 году он перешёл в «Антверпен». В своём первом сезоне Алекс забил 15 мячей в 34 матчах и получил предложение от «Андерлехта». Приняв приглашение, он помог новой команде выиграть чемпионат Бельгии и завоевать Кубок УЕФА. После трёх сезонов Чернятински перешёл в льежский «Стандард». За новый клуб Алекс забивал почти в каждом матче. В 1989 году он вернулся в «Антверпен», с которым выиграл Кубок Бельгии, а также помог команде дойти до финала Кубка кубков, став лучшим бомбардиром турнира. В 1993 году Чернятински подписал соглашение с «Мехеленом». За команду он отыграл три сезона, после чего перешёл в «Беерсхот», с которым во второй раз в карьере завоевал национальный кубок. По окончании сезона Алекс подписал контракт с клубом «Льеж». Несмотря на возраст, 39-летний нападающий забил за новый клуб 15 мячей в 37 матчах. В 1999 году он принял решение о завершении карьеры.
После окончания карьеры Чернятински стал тренером. Его первым клубом в новом качестве стал «Стандард», где он тренировал юношеский состав.

## Международная карьера
В 1981 году Чернятински дебютировал за сборную Бельгии. В 1982 году он был включен в заявку сборной на участие в чемпионате мира в Испании. Он принял участие в матчах против сборных Аргентины, Сальвадора, Польши, СССР, а во встрече со сборной Венгрии забил единственный гол. В 1984 году Алекс поехал с национальной командой во Францию на чемпионат Европы. На турнире Алекс был запасным и не сыграл ни минуты.
В 1994 году Алекс во второй раз принял участие в чемпионате мира. На турнире он появился на поле только в поединке 1/8 финала против сборной Германии, заменив Люка Нилиса.

## Достижения
Командные
 «Андерлехт»
- Чемпион Бельгии (1): 1984/85
- Обладатель Кубка УЕФА (1): 1983

 «Антверпен»
- Обладатель Кубка Бельгии (1): 1991/92

 «Беерсхот»
- Обладатель Кубка Бельгии (1): 1996/97

Индивидуальные
- Лучший бомбардир Кубка кубков: 1992/93